# (100028) von Canstein
(100028) von Canstein es un asteroide perteneciente al cinturón de asteroides, descubierto el 10 de octubre de 1990 por Freimut Börngen y el también astrónomo Lutz Dieter Schmadel desde el Observatorio Karl Schwarzschild, en Tautenburg, Alemania.

## Designación y nombre
Designado provisionalmente como 1990 TZ9.